# Довжанка (Куп'янський район)
Довжа́нка — село в Україні, у Вільхуватській сільській громаді Куп'янського району Харківської області. Населення становить 193 осіб. До 2020 орган місцевого самоврядування — Федорівська сільська рада.

## Географія
Село Довжанка знаходиться за 2 км від села Слизневе, біля урочища Мертелів, по селу протікає Довгенький Яр, який через 4 км впадає в річку Плотва. На струмку зроблена загата. За 2 км від села проходить автомобільна дорога Т 2104, за 1 км — колишнє село Кругле.

## Історія
12 червня 2020 року, відповідно до розпорядження Кабінету Міністрів України  № 725-р «Про визначення адміністративних центрів та затвердження територій територіальних громад Харківської області», увійшло до складу Вільхуватської сільської громади.
19 липня 2020 року, в результаті адміністративно - територіальної реформи та ліквідації Великобурлуцького району, село увійшло до складу Куп'янського району Харківської області.